# Luhe-Wildenau
Luhe-Wildenau là một đô thị ở huyện Neustadt (Waldnaab) bang Bayern thuộc nước Đức.